# Liste der Naturdenkmäler in St. Ulrich in Gröden
Die Liste der Naturdenkmäler in St. Ulrich in Gröden (ladinisch Urtijëi, italienisch Ortisei) enthält die acht als Naturdenkmal ausgewiesenen Objekte auf dem Gebiet der Gemeinde St. Ulrich in Gröden in Südtirol.
Basis ist das im Internet einsehbare offizielle Verzeichnis der Naturdenkmäler in Südtirol (Stand: 23. Januar 2015). Dabei kann es sich um botanische, geologische oder hydrologische Naturdenkmäler handeln. Die Reihenfolge in dieser Liste orientiert sich an der ID, alternativ ist sie auch nach dem Namen sortierbar.

## Liste
| Foto |                 | Name                                                                                          | Standort                     | Beschreibung |
| ---- | --------------- | --------------------------------------------------------------------------------------------- | ---------------------------- | --- |
| ja   | Datei hochladen | Palusc Col Ciarnacëi ID: 085_G01                                                              | 46° 35′ 44″ N, 11° 41′ 48″ O | Hydrologisches Naturdenkmal: Feuchtgebiet auf Mineralböden an der Südabdachung der Raschötz, bewachsen mit Torfmoosen, Latschen, kleinen Fichten und Zirben; das Feuchtgebiet wird durch eine Forststraße in zwei Teile zertrennt. |
| ja   | Datei hochladen | eine Esche beim Uridlhof ID: 085_G02                                                          | 46° 34′ 35″ N, 11° 39′ 58″ O | Botanisches Naturdenkmal: Esche an einer Dorfstraße, auf etwa zwei Meter Höhe sich gabelnder Stamm |
| ja   | Datei hochladen | eine Rotkiefer unweit vom Cafè Solaria im Juli 2014 durch ein Gewitter umgestürzt ID: 085_G03 | 46° 34′ 45″ N, 11° 39′ 56″ O | Botanisches Naturdenkmal: alte Rotkiefer am Waldrand, auf etwa zwei Meter Höhe sich gabelnder Stamm |
| ja   | Datei hochladen | eine Esche beim Nishof ID: 085_G04                                                            | 46° 34′ 23″ N, 11° 40′ 55″ O | Botanisches Naturdenkmal: Esche |
| ja   | Datei hochladen | eine Fichte beim Pozzhof ID: 085_G05                                                          | 46° 34′ 15″ N, 11° 41′ 4″ O  | Botanisches Naturdenkmal: Fichte mit tief hängenden Ästen am Waldrand |
| ja   | Datei hochladen | Felsschlucht und Wasserfall von Gran Puent in Oberwinkl ID: 085_G06                           | 46° 34′ 58″ N, 11° 41′ 28″ O | Geologisches Naturdenkmal: tiefe und nur wenige Meter breite Felsschlucht mit Wasserfall |
| ja   | Datei hochladen | Felswand Balest-Gran Roa ID: 085_G07                                                          | 46° 34′ 40″ N, 11° 41′ 50″ O | Geologisches Naturdenkmal: langgezogene Felswand mit Aufschlüssen der Gröden-Formation, Bellerophon-Formation und Werfen-Formation                                                                                                 |
| ja   | Datei hochladen | Felswand Seceda ID: 085_G08                                                                   | 46° 35′ 51″ N, 11° 43′ 20″ O | Geologisches Naturdenkmal: westliche Abbruchkante der Seceda |

| Foto: | Fotografie des Naturdenkmals. Klicken des Fotos erzeugt eine vergrößerte Ansicht. Daneben finden sich zwei Symbole: |
| ID    | Identifikator bei der Abteilung Natur, Landschaft und Raumentwicklung der Südtiroler Landesverwaltung               |